# Lenovo Tab M10
Lenovo Tab M10 — планшет компанії Lenovo.
Модель Lenovo Tab M10 HD 1 покоління (Gen 1) представлена у січні 2019 року разом з іншим планшетом компанії Lenovo Tab P10. Станом на січень 2022 року ця модифікація знята з виробництва.
У 2020 році анонсований продаж нових версій Lenovo Tab M10:
- у січні — Lenovo Tab M10 (FHD REL),
- у серпні — Lenovo Tab M10 (HD Gen 2)[3].

## Зовнішній вигляд
Задня частина корпуса Lenovo Tab M10 виконана з матованого металу із пластиковою рамкою навколо екрану. З двох боків планшету розташовані динаміки із системою Dolby Atmos.
Варіанти Lenovo Tab M10 (HD Gen 1) та Tab M10 (FHD REL) представлені лише у чорному кольорі, Lenovo Tab M10 (HD Gen 2) можна придбати у двох кольорах — платиновий (Platinum Grey) та сірий (Iron Grey).

## Апаратне забезпечення
Всі модифікації Tab M10 мають чотириядерні процесори, які відрізняються в залежності від моделі:
- Lenovo Tab M10 (HD Gen 1) та Tab M10 (FHD REL) працюють на базі процесора Qualcomm Snapdragon 450, ядра Cortex-A53 з частотою 1,8 ГГц. Графічне ядро — Adreno 506[5].
- Lenovo Tab M10 (HD Gen 2) має процесор Mediatek Helio P22T, ядра Cortex-A53 з частотою 1,8 ГГц. Графічне ядро — PowerVR GE8320.

Пам'ять можна розширити завдяки microSD карті пам'яті.
Усі модифікації планшету мають незнімний Li-Pol акумулятор, який відрізняється місткістю: у Lenovo Tab M10 (HD Gen 1) та (HD Gen 2) — 5000 мА/г, а у Lenovo Tab M10 (FHD) — 7000 мА/г.

## Програмне забезпечення
Моделі Lenovo Tab M10 (HD Gen 1) та Lenovo Tab M10 (FHD) працюють на операційній системі Android 9.0 (Pie), а в Lenovo Tab M10 (HD Gen 2) вже на Android 10.0
Підтримує такі стандарти зв'язку: 2G GSM, 3G WCDMA, 4G LTE.
Бездротові інтерфейси:
- Lenovo Tab M10 (HD Gen 1) та Tab M10 (FHD REL) підтримує WiFi 802.11 a/b/g/n/ac, dual-band, Wi-Fi Direct, точка доступу, Bluetooth 5.0, LE.
- Lenovo Tab M10 (HD Gen 2) підтримує WiFi 802.11 a/b/g/n/ac, dual-band, Wi-Fi Direct, точка доступу, Bluetooth 4.0, A2DP.

Планшет підтримує навігаційні системи: GPS, A-GPS, ГЛОНАСС.
Планшети Tab M10 (HD Gen 1) та Tab M10 (FHD REL) заряджається через microUSB 2.0 роз'єм, Lenovo Tab M10 (HD Gen 2) облаштований роз'ємом USB Type-C 2.0.
Усі планшети вбудоване FM радіо.